# Храм Святителей Московских (Торез)
Храм Святителей Московских (укр. Храм святителів Московських Петра, Олексія, Пилипа та Єрмогена) — приходской православный храм в городе Торезе Донецкой области. Относится к Торезскому благочинию Донецкой епархии Украинской православной церкви Московского патриархата.
Главный престол освящён в честь святителей Московских Петра, Алексия, Ионы, Филиппа и Ермогена.

## История

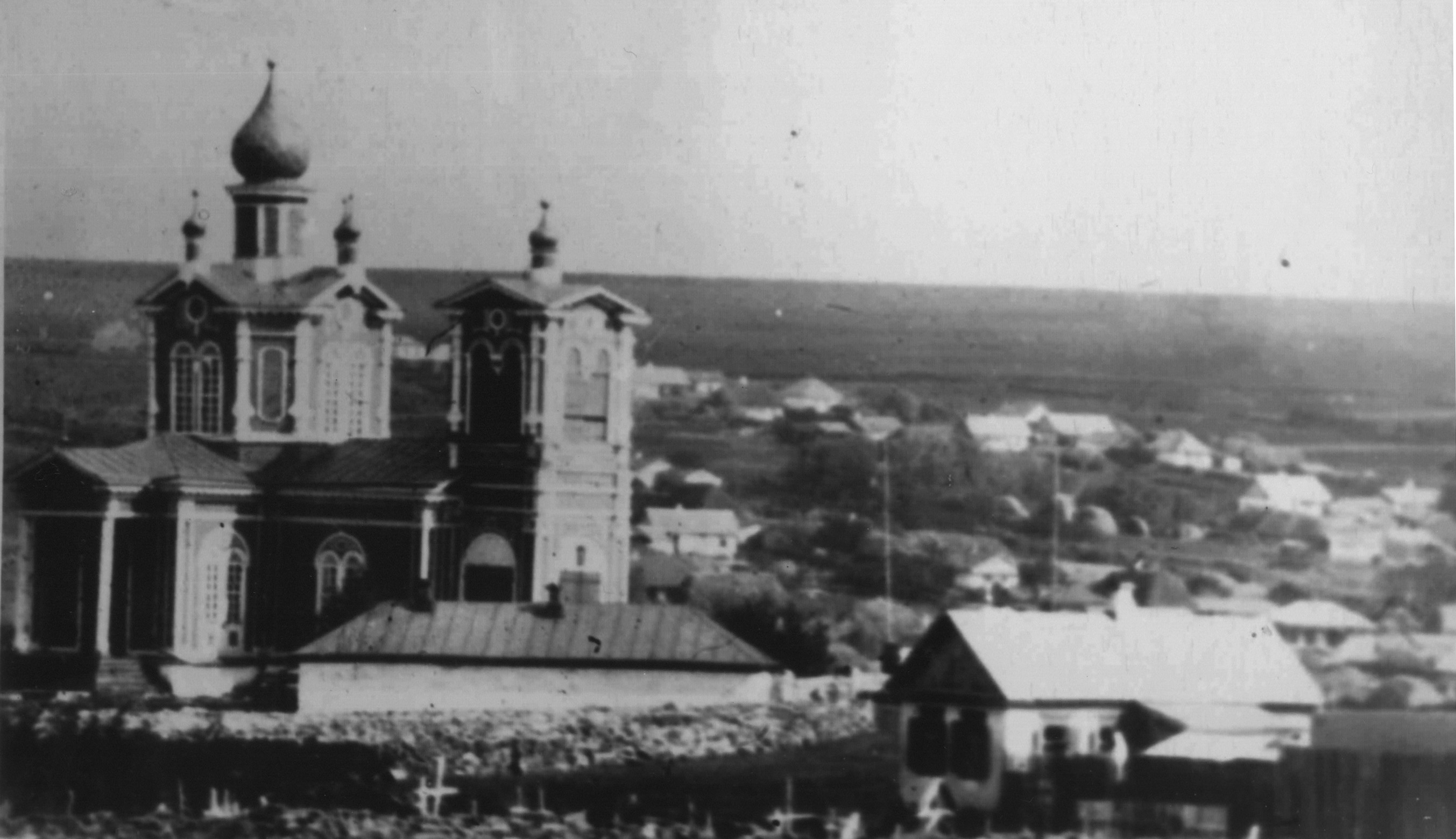
Храм в начале XX века

Деревянная церковь в честь святителей Московских была возведена в посёлке Чистяково (ныне Торез) в 1868 году по благословению владыки Екатеринославского и Таганрогского Алексия (Новосёлова). Храм был центром духовной и общественной жизни поселка: при нём существовали две школы — церковно-приходская и земская.
В 1937 году старейший храм города был закрыт и разрушен советскими властями).
Вопрос об открытии нового храма у верующих был поднят сразу же. Бывший церковный староста Халимов, владевший во времена НЭПа скобяным магазином, находящимся недалеко от церкви, отдал его под храм. С приходом к власти Никиты Хрущёва для церкви вновь настали времена гонений. 10 июня 1964 года Совет по делам Русской православной церкви при Совете министров СССР принял решение закрыть храм и снять с регистрации общину. Здание храма было изъято у общины, в течение двух лет оно пустовало, в 1966 году было передано Торезскому обществу охотников и рыболовов.
В 1998 году Митрополит Донецкий и Мариупольский Иларион на основании прошения жителей города благословил создание в Торезе общины в честь Святителей Московских. Спустя год городские власти вернули здание храма общине. 4 июня 1999 года настоятелем был назначен иерей Алексей Сериков (ныне митрофорный протоиерей). В кратчайшие сроки — за 4 месяца — здание было реконструировано.
В 2000 году рядом с храмом были приобретены несколько домов с участками земли для создания трапезной и подсобных помещений. В праздник Святого Великомученика Пантелеймона храму была подарена икона целителя Пантелеймона с частицей его святых мощей, которая была написана в 1902 году на святой горе Афон (Греция). В марте 2002 года началась капитальная реконструкция храма. На месте старой разрушенной деревянной колокольни, которая находилась впереди храма, построили новую каменную. Здание обложили кирпичом. Крышу перекрыли металлом, заменили окна и двери, установили новый позолоченный купол с крестом.
В 2009 году было решено провести реконструкцию храма, увеличить его площадь и изменить внешний вид. В 2010 году начались работы по реконструкции. За основу был взят проект церкви Преображения Господня в Великом Устюге.
В настоящее время духовенство храма Святителей Московских окормляет исправительную колонию; усилием прихожан организован сбор продуктов и одежды для Торезского детского приюта; в храме еженедельно проводятся благотворительные обеды для малоимущих.